# ریوتارو آراکی
ریوتارو آراکی (ژاپنی: 荒木 遼太郎؛ زادهٔ ۲۹ ژانویهٔ ۲۰۰۲) یک بازیکن فوتبال اهل ژاپن است.
از باشگاه‌هایی که در آن بازی کرده‌است می‌توان به باشگاه فوتبال کاشیما آنتلرز اشاره کرد.